# Шулейкин, Михаил Васильевич
Михаил Васильевич Шулейкин (21 октября [2 ноября] 1884 — 17 июля 1939) — российский радиотехник, академик Академии наук СССР (1939), бригинженер.

## Биография
Родился 21 октября (2 ноября) 1884 года в Москве в семье купца — владельца обойной фабрики и двух магазинов.
В 1902 году окончил частную гимназию и поступил на Электромеханическое отделение Петербургского политехнического института. В январе 1908 года получил диплом инженера-электрика и был оставлен при институте младшим лаборантом электромашинной лаборатории для специализации по радиотехнике.
С осени 1908 по осень 1909 года, числясь в институте, отбывал воинскую повинность в армии на правах вольноопределяющегося и закончил службу в звании младшего унтер-офицера. В мае 1912 года сдал адъюнктский экзамен по электротехнике, в октябре — по физике. В марте 1914 года защитил диссертацию на звание адъюнкта электротехники.
С 1912 года участвовал в заседаниях созданного междуведомственного радиотелеграфного комитета:113.

С осени 1914 до 1 апреля 1918 года преподавал в Петроградском политехническом институте, читал курсы: «коллекторные двигатели», «радиотелеграфные генераторы» и руководил дипломным проектированием радиотелеграфных станций и машин высокой частоты.
В 1913—1918 годах совмещал научно-преподавательскую деятельность с работой на Радиотелеграфном заводе Морского ведомства — до июня 1915 года это было Радиотелеграфное депо Морского ведомства, одной из структурных единиц которого была радиолаборатория. С осени 1913 года — помощник начальника лаборатории, а затем — исполняющий должность начальника:213, 215, 218. В 1912—1914 годах в Радиотелеграфном депо разрабатывались и производились так называемые многократные дисковые разрядники для искровых передатчиков телеграфной связи, изобретённые в 1906 году немецким физиком Максом Вином. Отмечен большой вклад М. В. Шулейкина в исследования этих разрядников. Так, М. В. Шулейкин и И. Г. Фрейман опровергли устоявшееся представление о возможности повышения мощности передатчика путём значительного увеличения числа искровых промежутков в разряднике. Они показали, что повышению мощности препятствовала возрастающая общая электрическая ёмкость системы относительно земли:28.
В 1914 году, в самом начале Первой мировой войны Шулейкин разгадал тайну немецких телеграфных радиостанций — они были переведены на работу с незатухающими электромагнитными колебаниями и стали неслышными для радистов русской армии, приёмники которых могли принимать телеграфный сигнал только при передаче на затухающих колебаниях. Шулейкин разработал конструкцию тиккера к приёмнику, что позволило принимать сигналы немецких радиостанций. В 1915 году в номенклатуре выпускаемой Радиотелеграфным заводом продукции значились и тиккеры:216.
В 1918 году переехал из Петрограда в Москву. С 1918 года служил в Красной армии (РККА), службу проходил в Военной радиотехнической лаборатории Главного военно-инженерного управления, в 1919 году был назначен начальником лаборатории. В 1918—1929 годах — председатель Российского общества радиоинженеров.
В 1920—1921 годах, развивая работы Р. Рюденберга, предложил методы расчёта действующей высоты длинноволновых антенн различных конструкций:131:51.
В 1919—1930 годах — профессор по кафедре радиотехники МВТУ. Также был заведующим кафедрой радиотехники в Институте народного хозяйства имени Г. В. Плеханова (1920—1929), в Военной электротехнической академии связи (1921—1923), в Институте связи имени В. Н. Подбельского (1921—1923), заведующим кафедрой теоретической радиотехники в Московском электротехническом институте связи (1935) и в Московском энергетическом институте (с 1930 года).

Бригадный инженер М. В. Шулейкин

С 1923 по 1928 год заведовал радиоотделом во Всероссийском электротехническом институте. В 1927—1934 годах принимал участие в составлении «Технической энциклопедии» в 26-и томах под редакцией Л. К. Мартенса, автор статей по тематике «радиотехника».
Был избран 1 февраля 1933 года членом-корреспондентом Академии наук СССР по Отделению математических и естественных наук, 28 января 1939 года — действительным членом (академиком) АН СССР по Отделению технических наук (специальность — радиотехника).
С 1938 года — руководитель комиссии радиосвязи АН СССР.

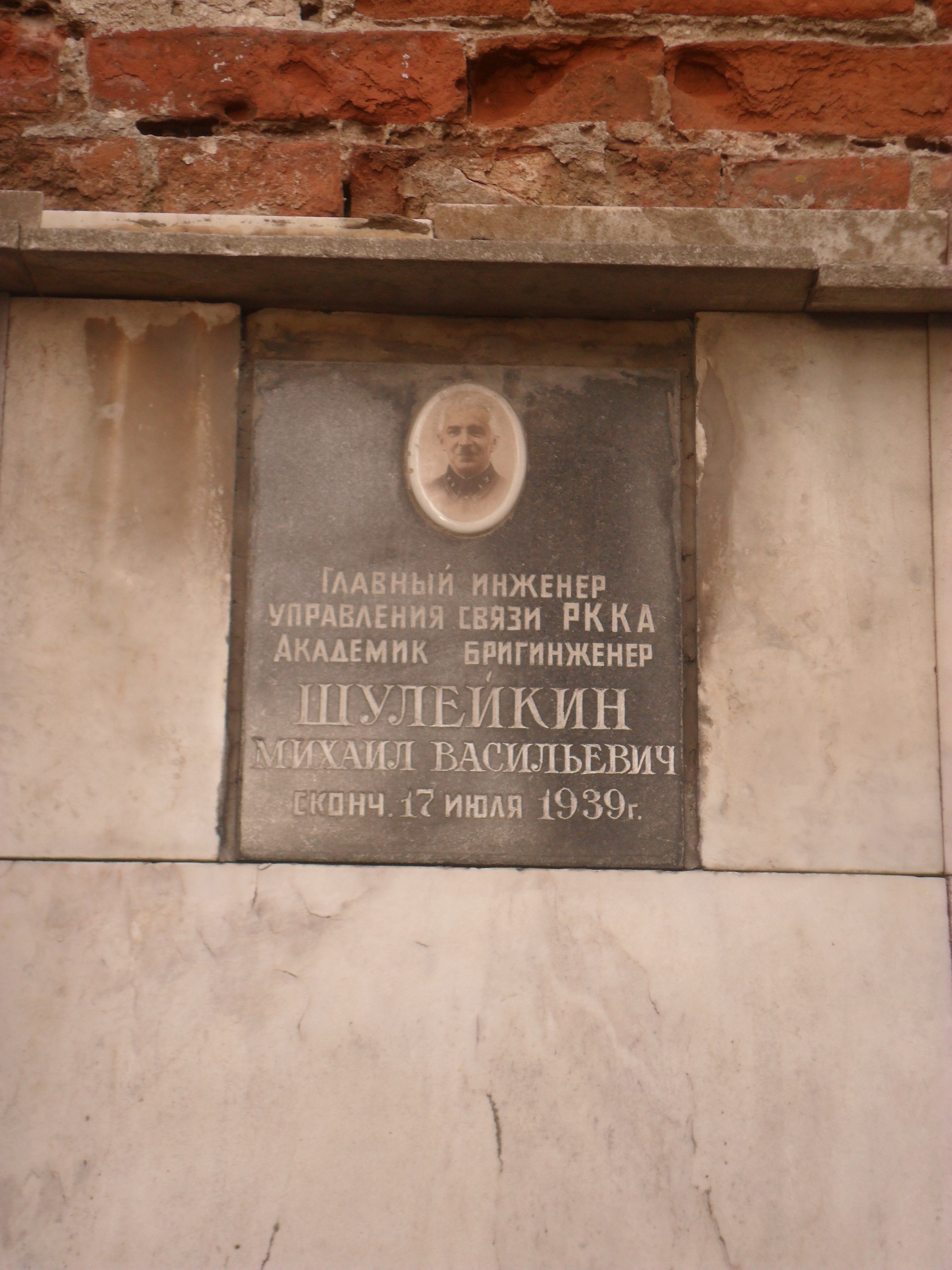
Плита колумбария, где похоронен М. В. Шулейкин

В 1936—1939 годах — главный инженер Научно-исследовательского морского института связи и телемеханики РККА, имел воинское звание бригадного инженера. Главный инженер Управления связи РККА.
Умер 17 июля 1939 года в Москве. Похоронен на Новодевичьем кладбище.

## Труды
- Труды о распространении радиоволн в верхних слоях атмосферы.
- Труды по теории длинноволновых антенн.
- Труды по теории антенн Р. Рюденберга[8] — М. В. Шулейкина
- Михаил Васильевич Шулейкин: Сб. статей / Под ред. Б. А. Введенского. — М.: Советское радио, 1952.